# Брокес, Бартольд Генрих

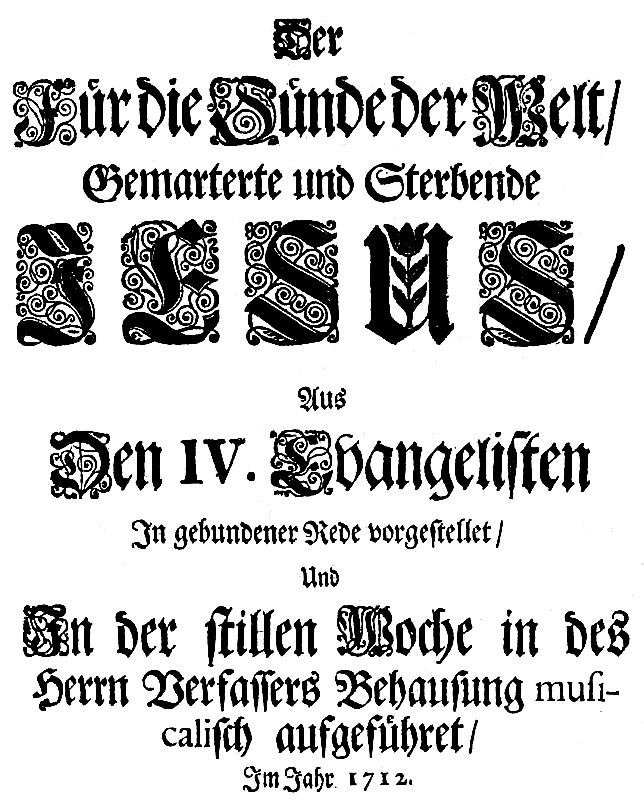
Титульный лист либретто на «Иисус, принявший мучительную смерть за грехи мира» (1712)

Бартольд Генрих Брокес (нем. Barthold Heinrich Brockes, также Bertold Hinrich Brockes; 22 сентября 1680, Гамбург, — 16 января 1747, там же) — немецкий писатель, прозаик и поэт эпохи немецкого раннего Просвещения, переводчик, либреттист
, юрист.
Наиболее известным его произведением является натурфилософское собрание стихотворений «Земное наслаждение в Боге» (Irdisches Vergnügen in Gott), в котором природа в своём совершенстве и полезности является посредником в отношениях между человеком и богом.

## Жизнь и творчество
Родился в семье зажиточного гамбургского негоцианта. Получил классическое образование сперва в домашних условиях, затем с 1696 года в Академической гимназии Гамбурга. Для углублённого изучения латинского языка едет в 1698 году в Дрезден, и оттуда, вместе со знакомым молодым дворянином, в Прагу. Вернувшись в Гамбург, Брокес совершенствуется в придворном обращении, танцах, фехтовании, верховой езде, изучает французский язык. Молодой человек принадлежал к высшему слою гамбургского бюргерства, поэтому никогда не нуждался в средствах, что позволяло ему свободно заниматься избранным им литературным творчеством. В 1700—1702 годах он изучает юриспруденцию и философию в университете Галле, посещает лекции Христиана Томазиуса. После окончания учёбы молодой человек отправляется в учебную поездку, через Женеву в Италию и Францию, посещает Париж, Лейден в 1704 году, и Лондон, после чего возвращается в Гамбург.
Унаследовав после смерти родителей значительное состояние, Брокес увлекается литературным творчеством. В 1712 году выходит в свет его текст к оратории «Иисус, принявший мучительную смерть за грехи мира» (Der für die Sünde der Welt gemarterte und sterbende JESUS), сделавший его известным. Такие музыканты как Райнгард Кайзер (в 1712 году), Георг Фридрих Гендель, Георг Телеман (1716), Иоганн Маттесон (1719), Иоганн Фаш (1723), Готфрид Штёльцель (1725) и Иоганн Каспар Бахофен (1759) пишут музыку на стихотворения Брокеса. Также И.-С. Бах использует части из его произведения в своих «Страстях по Иоанну» (1724). В 1714 году он вступает в брак с состоятельной гражданкой вольного города Гамбург Анной Леман, с которой имел 12 детей. В 1721 году Брокес заканчивает работу над главных литературным произведением своей жизни, полное название которого «Земное наслаждение в Боге, составленное в физически-моралистических стихотворениях» (Irdischen Vergnügens in Gott, bestehend in Physicalisch- und Moralischen Gedichten). Это произведение, выходившее вплоть до 1749 года в девяти томах, знаменует окончательный пересмотр взглядов на окружающий мир эпохи барокко и ставит центральной темой цикла не только восхваление природы и созидания, но и точный анализ самого процесса. Работа это получила при жизни автора широкую известность и нашла литературных подражателей, хотя впоследствии и критиковалась рядом автором немецкого Просвещения.
В 1715 году Брокес, совместно с рядом гамбургских учёных, педагогов и литераторов, учреждает общество развития немецкого языка и литературы, т. н. Teutschübende Gesellschaft, в том же году он публикует свой перевод поэмы Джанбаттиста Марино Strage degli Innozenti. В 1720 году он избирается советником магистрата и сенатором. Выполняет различные дипломатические поручения в Вене, Копенгагене, Ганновере и Берлине. В 1728 году он становится городским, а в 1730 году — земельным судьёй. Вскоре после этого он получает из Вены титул пфальцграфа. В 1735—1741 годах он — наместник Гамбурга (амтман) в Куксхафене, в устье Эльбы. В 1736 году умирает его супруга, и в 1741 Брокес с детьми возвращается в Гамбург, где занимает вплоть до самой смерти ряд руководящих постов.

## Сочинения
- Barthold Heinrich Brockes: Selbstbiographie. Verdeutschter Bethlehemitischer Kinder-Mord. Gelegenheitsgedichte. Aufsätze. Werke, Band 1, hrsg. und kommentiert von Jürgen Rathje. Wallstein Verlag. Göttingen 2012, ISBN 978-3-8353-0982-1
- Barthold Heinrich Brockes: Irdisches Vergnügen in Gott. Erster und Zweiter Teil. Werke, Band 2, hrsg. und kommentiert von Jürgen Rathje. Wallstein Verlag. Göttingen 2013, ISBN 978-3-8353-1192-3
- Barthold Heinrich Brockes: Irdisches Vergnügen in Gott. Dritter und Vierter Teil. Werke, Band 3, hrsg. und kommentiert von Jürgen Rathje. Wallstein Verlag. Göttingen 2014, ISBN 978-3-8353-1512-9